# Baroniella
Baroniella es un género perteneciente a la familia de las apocináceas con siete especies de plantas fanerógamas . 
Son enredaderas que alcanzan los 4 m de altura, glabras. Las hojas son herbáceas suculentas o coriáceas y cerosas, de 2-6 cm de largo, 1-35 mm de ancho, lineales a ovadas o elípticas a estrechamente obovadas, basalmente cuneadas a truncadas, con el ápice agudo a acuminado o apiculado y glabras.
Las inflorescencias son axilares o terminales, normalmente dos por nodo, más cortas que las hojas adyacentes. 

## Especies seleccionadas
- Baroniella acuminata
- Baroniella camptocarpoides
- Baroniella capillacea
- Baroniella ensifolia
- Baroniella linearis
- Baroniella longicornis
- Baroniella multiflora